# Inolvidable
"Inolvidable" (estilizado em letras minúsculas) é uma canção da cantora brasileira Giulia Be. Foi escrita por Giulia Be, Clips Ahoy, Cris Chill, David Julca e Jonathan Julca, sendo produzida por Ronald Villamizar e Xaxo. "Inolvidable" foi lançada em 9 de outubro de 2020, através da Warner Music Brasil. Uma versão em português da canção com Luan Santana, intitulada "Inesquecível", também foi lançada. Mais tarde, ambas as versões foram incluídas na edição deluxe do álbum de estreia de Be, Disco Voador.

## Antecedentes e lançamento
De acordo com Giulia Be, "Inolvidable" foi escrita em questão de minutos, inspirada por um momento que estava vivendo.
"Ano passado, enquanto produzia "Chiquita Suelta", tive um tempo livre e aproveitei para escrever algumas músicas, e num desses dias recebi a mensagem do meu ex dizendo que tinha sonhado comigo. E foi ali que a inspiração veio. Eu queria
brincar com a ideia de ‘eu’ ser inesquecível, e já estava com a palavra inolvidable na cabeça. E com a ajuda da Cris ‘Chill’ na composição da letra em espanhol, o resto virou música".
"Inolvidable" foi lançada em 9 de outubro de 2020. Ao mesmo tempo, ela também lançou a versão em português da canção com Luan Santana, intitulada "Inesquecível".

## Promoção
Um vídeo musical de "Inolvidable", dirigido por Pedro Tófani e Malu Alves, foi lançado em 9 de outubro de 2020. Em 12 de novembro de 2020, Giulia Be lançou um vídeo acústico da canção no YouTube. Em 16 de novembro de 2021, ela apresentou "Inolvidable" durante uma entrevista com o Grammy Latino.

## Créditos e pessoal
Todo o processo de elaboração de "Inolvidable" atribui os seguintes créditos:
- Giulia Be: vocais, composição
- Clips Ahoy: composição, teclados, percussão
- Cris Chill: composição
- David Julca: composição
- Jonathan Julca: composição, percussão
- Ronald Villamizar: produção
- Xaxo: produção
- Johnny Echols: percussão

## Inesquecível
Uma versão em português da canção com Luan Santana intitulada "Inesquecível" (estilizado em letras minúsculas), foi lançada em 9 de outubro de 2020.

### Antecedentes e lançamento
Em 26 de setembro de 2020, Giulia Be, Luan Santana e Luísa Sonza realizaram uma live. Posteriormente, Santana revelou um segredo que ele e Giulia estavam guardando há um tempo, afirmando: "Eu e a Giu a gente gravou uma música. Estamos com uma música inédita, com um clipe também. Só estamos esperando lançar, o clipe está maravilhoso e a música é linda". Giulia então continuou: "Caraca, você só vai soltar assim? Estou guardando esse segredo há tanto tempo, que não acredito que estou falando dela agora. Ela chama 'Inesquecível' e está incrível. Sai dia 09 de outubro e está pertinho". Os cantores deram uma prévia da canção, com Giulia tocando piano, durante a live. Em 5 de outubro de 2020, a capa do single foi divulgada. Um lyric video foi lançado em 13 de outubro de 2020.

### Vídeo musical
Um vídeo musical dirigido por Pedro Tófani e Malu Alves foi lançado em 9 de outubro de 2020. No vídeo, os cantores aparecem sobre as luzes dos holofotes e fotógrafos. Além do clima romântico, o vídeo é repleto de luzes que trazem a sensação de um céu estrelado.
O vídeo acabou gerando polêmica na época de seu lançamento, pois coincidiu com a época do termino de Luan com a ex Jade Magalhães, Giulia acabou sendo apontada como o pivô da separação. No entanto, Giulia esclareceu que tudo foi um boato e ela e Luan não tiveram nenhum envolvimento amoroso.

### Créditos e pessoal
Todo o processo de elaboração de "Inesquecível" atribui os seguintes créditos:
- Giulia Be: vocais, composição
- Luan Santana: vocais
- Clips Ahoy: composição
- Cris Chill: composição
- David Julca: composição
- Jonathan Julca: composição, percussão
- Jean Rodriguez: produção
- Paul Ralphes: produção, teclado, percussão
- Johnny Echols: percussão
- Luis Felipe Bade: guitarra
- Gabriel Lolli: guitarra
- Rodrigo Tavares: teclado
- Dalto Max: bateria

### Desempenho comercial

#### Tabelas semanais
| Tabela musical (2020) | Melhor posição |
| --------------------- | -------------- |
| Portugal (AFP)        | 3              |

## Histórico de lançamento
| Região | Data                 | Formato(s)                 | Versão         | Gravadora | Ref.   |
| ------ | -------------------- | -------------------------- | -------------- | --------- | ------ |
| Várias | 9 de outubro de 2020 | Download digital streaming | "Inolvidable"  | Warner    | [ 18 ] |
| Várias | 9 de outubro de 2020 | Download digital streaming | "Inesquecível" | Warner    | [ 19 ] |